# Liste der Kulturdenkmäler in Kirchhain
Die folgende Liste enthält die in der Denkmaltopographie ausgewiesenen Kulturdenkmäler auf dem Gebiet  der  Stadt Kirchhain, Landkreis Marburg-Biedenkopf, Hessen.
Hinweis: Die Reihenfolge der Denkmäler in dieser Liste orientiert sich zunächst an Stadtteilen und anschließend der Anschrift, alternativ ist sie auch nach der Bezeichnung oder der Bauzeit sortierbar.
Kulturdenkmäler werden fortlaufend im Denkmalverzeichnis des Landes Hessen durch das Landesamt für Denkmalpflege Hessen auf Basis des Hessischen Denkmalschutzgesetzes (HDSchG) geführt. Die Schutzwürdigkeit eines Kulturdenkmals hängt nicht von der Eintragung in das Denkmalverzeichnis des Landes Hessen oder der Veröffentlichung in der Denkmaltopographie ab.

Die Kulturdenkmäler der einzelnen Ortsteile sind in eigenen Listen enthalten:
- Liste der Kulturdenkmäler in Anzefahr
- Liste der Kulturdenkmäler in Betziesdorf
- Liste der Kulturdenkmäler in Burgholz (Kirchhain)
- Liste der Kulturdenkmäler in Emsdorf
- Liste der Kulturdenkmäler in Großseelheim
- Liste der Kulturdenkmäler in Himmelsberg (Kirchhain)
- Liste der Kulturdenkmäler in Kleinseelheim
- Liste der Kulturdenkmäler in Langenstein (Kirchhain)
- Liste der Kulturdenkmäler in Niederwald (Kirchhain)
- Liste der Kulturdenkmäler in Schönbach
- Liste der Kulturdenkmäler in Sindersfeld
- Liste der Kulturdenkmäler in Stausebach

## Kulturdenkmäler
| Bild                    | Bezeichnung                     | Lage                                                                      | Beschreibung | Bauzeit             | Daten |
| ----------------------- | ------------------------------- | ------------------------------------------------------------------------- | --- | ------------------- | ----- |
| weitere Bilder          | Stadtbefestigung                | Am Hexenturm u. a. Lage                                                   | In Form eines Schildes umschloss die Stadtbefestigung die ganze Stadt. 21 halbrunde Schalentürme bildeten Schutz für die Stadt. Teile der Mauer sind im Osten entlang der Straße „Hinter der Mauer“ im Norden entlang der Straße „Am Hexenturm“ und im Westen entlang des Annaparks, der Großen Mühle und der Straße „An der Lohmühle“ erhalten. Der „Hexenturm“ ist der letzte vollständig erhaltene der ehemals insgesamt 26 Türme der Stadtbefestigung.                                                                             | 1354–1370           |       |
| weitere Bilder          | Bahnhofsgebäude                 | Am Bahnhof 9 LageFlur: 24, Flurstück: 141/10                              | | 1849                |       |
| Rathaus                 | Rathaus                         | Am Markt 1 LageFlur: 27, Flurstück: 175                                   | | 1450 (um)           |       |
| Wohnhaus                | Wohnhaus                        | Am Brauhaus 1 LageFlur: 28, Flurstück: 167                                | | 1600–1699 (ca.)     |       |
| Weinhaus                | Weinhaus                        | Am Markt 3 LageFlur: 27, Flurstück: 176/3                                 | | 1559                |       |
| Wohn- und Geschäftshaus | Wohn- und Geschäftshaus         | Am Markt 2 LageFlur: 28, Flurstück: 108/1                                 | | 1800–1830 (ca.)     |       |
| Fachwerkrähmbau         | Fachwerkrähmbau                 | Am Markt 4 LageFlur: 28, Flurstück: 109/1                                 | | 1800–1899 (ca.)     |       |
| Mietshaus               | Mietshaus                       | Am Markt 7 LageFlur: 27, Flurstück: 189                                   | | 1870–1899 (ca.)     |       |
| Doppelhaus              | Doppelhaus                      | Am Markt 16/18 LageFlur: 28, Flurstück: 116/1                             | | 1700–1730 (ca.)     |       |
| Eckgebäude              | Eckgebäude                      | Am Markt 22 LageFlur: 28, Flurstück: 120                                  | | 1600–1699 (ca.)     |       |
| Ackerbürgerhaus         | Ackerbürgerhaus                 | Auf dem Groth 2 LageFlur: 28, Flurstück: 122                              | | 1700–1799 (ca.)     |       |
| Wohnhaus                | Wohnhaus                        | Auf dem Groth 4 LageFlur: 28, Flurstück: 123                              | | 1700–1730 (ca.)     |       |
| Ackerbürgerhaus         | Ackerbürgerhaus                 | Auf dem Groth 6 LageFlur: 28, Flurstück: 125                              | | 1700–1799 (ca.)     |       |
| Ackerbürgerhaus         | Ackerbürgerhaus                 | Auf dem Groth 10 LageFlur: 28, Flurstück: 131                             | | 1700–1799 (ca.)     |       |
| Ackerbürgerhaus         | Ackerbürgerhaus                 | Auf dem Groth 16 LageFlur: 28, Flurstück: 135                             | | 1700–1730 (ca.)     |       |
| Ackerbürgerhaus         | Ackerbürgerhaus                 | Auf dem Groth 14 LageFlur: 28, Flurstück: 666/134+133                     | | 1700–1730 (ca.)     |       |
| Ackerbürgerhaus         | Ackerbürgerhaus                 | Auf dem Groth 18 LageFlur: 28, Flurstück: 621/137                         | | 1700–1730 (ca.)     |       |
| Wohnhaus                | Wohnhaus                        | Auf dem Groth 20 LageFlur: 28, Flurstück: 138/1                           | | 1670–1699 (ca.)     |       |
| Wohnhaus                | Wohnhaus                        | Auf dem Groth 22 LageFlur: 28, Flurstück: 139                             | | 1700–1730 (ca.)     |       |
| Wohnhaus                | Wohnhaus                        | Auf dem Groth 24 LageFlur: 28, Flurstück: 141                             | | 1700–1730 (ca.)     |       |
| Wohnhaus                | Wohnhaus                        | Auf dem Groth 26 LageFlur: 28, Flurstück: 489/142                         | | 1700–1730 (ca.)     |       |
| Wohnhaus                | Wohnhaus                        | Auf dem Groth 28 LageFlur: 28, Flurstück: 61/3                            | | 1858                |       |
| Ackerbürgerwohnhaus     | Ackerbürgerwohnhaus             | Auf dem Groth 28a LageFlur: 28, Flurstück: 61/2                           | | 1884                |       |
| weitere Bilder          | Fachwerkrähmbau                 | Bahnhofstraße 6 LageFlur: 27, Flurstück: 144/2                            | | 1798                |       |
| weitere Bilder          | Fachwerkbau                     | Bahnhofstraße 9 LageFlur: 27, Flurstück: 6/3                              | | 1800–1899 (ca.)     |       |
| Fachwerkgebäude         | Fachwerkgebäude                 | Borngasse 2 LageFlur: 27, Flurstück: 79/1                                 | | 1939                |       |
| Wohn- und Geschäftshaus | Wohn- und Geschäftshaus         | Borngasse 5 LageFlur: 28, Flurstück: 359/8                                | | 1910 (um)           |       |
| Fachwerkrähmbau         | Fachwerkrähmbau                 | Borngasse 11 LageFlur: 28, Flurstück: 476/338                             | | 1700–1799 (ca.)     |       |
| Ackerbürgerhaus         | Ackerbürgerhaus                 | Borngasse 18 LageFlur: 27, Flurstück: 183/1                               | | 1670–1699 (ca.)     |       |
| Bürgerhaus              | Bürgerhaus                      | Borngasse 19 LageFlur: 28, Flurstück: 326/2                               | | 1700–1799 (ca.)     |       |
| weitere Bilder          | „Zum Blauen Löwen“              | Borngasse 20 LageFlur: 27, Flurstück: 184                                 | | 1612                |       |
| Ackerbürgerhaus         | Ackerbürgerhaus                 | Borngasse 22 LageFlur: 27, Flurstück: 185                                 | | 1670–1699 (ca.)     |       |
| Fachwerkhaus            | Fachwerkhaus                    | Borngasse 26 LageFlur: 28, Flurstück: 294                                 | | 1700–1799 (ca.)     |       |
| Fachwerkrähmbau         | Fachwerkrähmbau                 | Borngasse 29 LageFlur: 28, Flurstück: 301/1+301/9                         | | 1632 und später     |       |
| weitere Bilder          | Ehem. Amtsgericht               | Borngasse 33 LageFlur: 28, Flurstück: 302/2                               | | 1750 (um)           |       |
| weitere Bilder          | Doppelhaus                      | Brießelstraße 3/5 LageFlur: 27, Flurstück: 177+178                        | | 1570–1599 (ca.)     |       |
| weitere Bilder          | Wohnhaus                        | Brießelstraße 2 LageFlur: 27, Flurstück: 172                              | | 1700 (um)           |       |
| weitere Bilder          | Wohnhaus                        | Brießelstraße 6 LageFlur: 27, Flurstück: 162                              | | 1700–1730 (ca.)     |       |
| weitere Bilder          | Wohn- und Geschäftshaus         | Brießelstraße 7 LageFlur: 28, Flurstück: 101/2                            | | 1700–1730 (ca.)     |       |
| weitere Bilder          | Fachwerkgebäude                 | Brießelstraße 8 LageFlur: 27, Flurstück: 159                              | | 1700–1799 (ca.)     |       |
| weitere Bilder          | Bürgerhaus                      | Brießelstraße 9 LageFlur: 28, Flurstück: 106/2                            | | 1700–1730 (ca.)     |       |
| weitere Bilder          | Wohnhaus                        | Brießelstraße 11 LageFlur: 28, Flurstück: 103/4                           | | 1730 (um)           |       |
| weitere Bilder          | Wohn- und Geschäftshaus         | Brießelstraße 12 LageFlur: 28, Flurstück: 165/9                           | | 1670–1699 (ca.)     |       |
| weitere Bilder          | Wohnhaus                        | Brießelstraße 22 LageFlur: 27, Flurstück: 338/44                          | | 1800–1830 (ca.)     |       |
| weitere Bilder          | Wohnhaus                        | Brießelstraße 23 LageFlur: 28, Flurstück: 7/4                             | | 1670–1699 (ca.)     |       |
| weitere Bilder          | Wohnhaus                        | Brießelstraße 24 LageFlur: 27, Flurstück: 41/5                            | | 1670–1699 (ca.)     |       |
| weitere Bilder          | Wohnhaus                        | Brießelstraße 25 LageFlur: 28, Flurstück: 432/3                           | | 1600–1699 (ca.)     |       |
| weitere Bilder          | Wohnhaus                        | Brießelstraße 26 LageFlur: 27, Flurstück: 255/34                          | | 1730                |       |
| weitere Bilder          | Wohnhaus                        | Brießelstraße 38 LageFlur: 27, Flurstück: 329/23                          | | 1800–1899 (ca.)     |       |
| weitere Bilder          | Historische Villa               | Brückenstraße 12 LageFlur: 25, Flurstück: 2/5                             | | 1900–1930 (ca.)     |       |
| Wohnwirtschaftsgebäude  | Wohnwirtschaftsgebäude          | Gänseburg 2 LageFlur: 28, Flurstück: 168/1                                | Gasthof „Zum Stern“ | 1740                |       |
| weitere Bilder          | Jüdischer Friedhof              | Eisenbahnstraße LageFlur: 4, Flurstück: 68/4                              | Ältester erhaltener Grabstein von 1843, letzte Beerdigung 1954. Nach Marburg zweitgrößter jüdischer Friedhof des Landkreises. | 1700                |       |
| weitere Bilder          | Wohn- und Geschäftshaus         | Gänseburg 9 LageFlur: 28, Flurstück: 187                                  | | 1908–1909           |       |
| Villa                   | Villa                           | Hindenburgstraße 1 LageFlur: 25, Flurstück: 408/26                        | | 1870–1899 (ca.)     |       |
| weitere Bilder          | Villa                           | Hindenburgstraße 2 LageFlur: 25, Flurstück: 465/24                        | | 1870–1899 (ca.)     |       |
| weitere Bilder          | Villa                           | Hindenburgstraße 4 LageFlur: 25, Flurstück: 466/24                        | Haus Gertrud | 1870–1899 (ca.)     |       |
| weitere Bilder          | Villa                           | Hindenburgstraße 5 LageFlur: 25, Flurstück: 26/2                          | | 1870–1899 (ca.)     |       |
| weitere Bilder          | Villa                           | Hindenburgstraße 6 LageFlur: 25, Flurstück: 17/3                          | | 1870–1899 (ca.)     |       |
| weitere Bilder          | Mühlenanlage                    | Hinter der Mauer 6 LageFlur: 28, Flurstück: 157                           | | 1552 (und später)   |       |
| Hofanlage               | Hofanlage                       | Hinter der Mauer 9 LageFlur: 28, Flurstück: 51/1                          | Gillhof | 1700–1730 (ca.)     |       |
| weitere Bilder          | Synagoge                        | Hinter der Post 8 LageFlur: 27, Flurstück: 13/2                           | | 1904                |       |
| Wohnhaus                | Wohnhaus                        | Hinterm Kirchhof 1 LageFlur: 28, Flurstück: 29/1                          | | 1600–1699 (ca.)     |       |
| Ackerbürgerhaus         | Ackerbürgerhaus                 | Hinterm Kirchhof 2 LageFlur: 28, Flurstück: 8                             | | 1700 (um)           |       |
| Tagelöhnerhaus          | Tagelöhnerhaus                  | Hinterm Kirchhof 3 LageFlur: 28, Flurstück: 619/99                        | | 1600–1699 (ca.)     |       |
| Tagelöhnerhaus          | Tagelöhnerhaus                  | Hinterm Kirchhof 6 LageFlur: 28, Flurstück: 10/1                          | | 1670–1699 (ca.)     |       |
| Bild gesucht BW         | Doppelgebäude                   | Hinterm Kirchhof 7/9 LageFlur: 28, Flurstück: 33/1 + 34/2                 | | 1770–1799 (ca.)     |       |
| Wohnhaus                | Wohnhaus                        | Hinterm Kirchhof 11 LageFlur: 28, Flurstück: 75                           | | 1700–1730 (ca.)     |       |
| Wohnhaus                | Wohnhaus                        | Hinterm Kirchhof 13 LageFlur: 28, Flurstück: 74/1                         | | 1670–1699 (ca.)     |       |
| Bild gesucht BW         | Tagelöhnerhaus                  | Hinterm Kirchhof 15 LageFlur: 28, Flurstück: 528/72                       | | 1700–1799 (ca.)     |       |
| Ackerbürgerhaus         | Ackerbürgerhaus                 | Hinterm Kirchhof 17 LageFlur: 28, Flurstück: 587/70                       | | 1770–1799 (ca.)     |       |
| Bild gesucht BW         | Wohnhaus                        | Hinterm Kirchhof 18 LageFlur: 28, Flurstück: 53/1                         | | 1600–1699 (ca.)     |       |
| Bild gesucht BW         | Ackerbürgerhaus                 | Hinterm Kirchhof 19 LageFlur: 28, Flurstück: 67/1                         | | 1700–1730 (ca.)     |       |
| Bild gesucht BW         | Wohnhaus                        | Hinterm Kirchhof 20 LageFlur: 28, Flurstück: 55/1                         | | 1700–1730 (ca.)     |       |
| Bild gesucht BW         | Doppelhaus                      | Hinterm Kirchhof 21/23 LageFlur: 28, Flurstück: 80 + 81/1                 | | 1700–1730 (ca.)     |       |
| Bild gesucht BW         | Wohnhaus                        | Hinterm Kirchhof 26 LageFlur: 28, Flurstück: 127                          | | 1700–1799 (ca.)     |       |
| Bild gesucht BW         | Ackerbürgerhaus                 | Hinterm Kirchhof 22/24 LageFlur: 28, Flurstück: 57/58                     | | 1700 (evtl. früher) |       |
| Tagelöhnerhaus          | Tagelöhnerhaus                  | Hinterm Kirchhof 27 LageFlur: 28, Flurstück: 88                           | | 1800–1830 (ca.)     |       |
| Tagelöhnerhaus          | Tagelöhnerhaus                  | Hinterm Kirchhof 31 LageFlur: 28, Flurstück: 96/1                         | | 1700–1799 (ca.)     |       |
| Bild gesucht BW         | Doppelwohnhaus                  | Hinterm Kirchhof 35/37 LageFlur: 28, Flurstück: 76/1 + 76/2               | | 1731–1769 (ca.)     |       |
| Bild gesucht BW         | Gemeindesaal                    | Hinterm Kirchhof 39 LageFlur: 28, Flurstück: 443/87                       | Ehem. Rektoratsschule, errichtet auf den Grundmauern der Burg Kirchhain (Wohnturm um 1344 erbaut) | 1830 (um)           |       |
| weitere Bilder          | Wohnhaus                        | Hofackerstraße 1 LageFlur: 27, Flurstück: 56/2                            | | 1770–1799 (ca.)     |       |
| weitere Bilder          | Wohnhaus                        | Hofackerstraße 14 LageFlur: 27, Flurstück:                                | Anm.: noch kein Beleg für ein Kulturdenkmal vorhanden |                     |       |
| weitere Bilder          | Wohnhaus                        | Hofackerstraße 4 LageFlur: 27, Flurstück: 117/7                           | | 1770–1799 (ca.)     |       |
| weitere Bilder          | Wohnhaus                        | Hofackerstraße 12 LageFlur: 27, Flurstück: 109/1                          | | 1600–1699 (ca.)     |       |
| Bild gesucht BW         | Ev. Stadtkirche                 | Kirchplatz LageFlur: 28, Flurstück: 633/78                                | Ehem. St. Cyriacus, nach 1244 St. Michael. Neubau ab 1363. Heutige Turmgalerie nach Brand 1582 entstanden. Langhaus 1666 erneuert. 1929 Errichtung des heutigen Chors und Erneuerung der Innenausstattung im expressionistischen „Zackenstil“. | 1363 (ab)           |       |
| weitere Bilder          | Tagelöhnerhaus                  | Marktstraße 1 LageFlur: 28, Flurstück: 505/336                            | | 1631–1669 (ca.)     |       |
| weitere Bilder          | Wirtschaftsgebäude              | Marktstraße 4/4a LageFlur: 28, Flurstück: 332/2                           | | 1700–1799 (ca.)     |       |
| Bild gesucht BW         | Wohnhaus                        | Mittelstraße 5 LageFlur: 27, Flurstück: 135                               | | 1700 (um)           |       |
| Wohnhaus                | Wohnhaus                        | Mittelstraße 9 LageFlur: 27, Flurstück: 106                               | | 1800–1899 (ca.)     |       |
| Wohnwirtschaftsgebäude  | Wohnwirtschaftsgebäude          | Mittelstraße 11 LageFlur: 27, Flurstück: 104/1                            | | 1572                |       |
| Ackerbürgerhaus         | Ackerbürgerhaus                 | Mittelstraße 12/14 LageFlur: 27, Flurstück: 95/1 + 96                     | | 1700–1799 (ca.)     |       |
| Bild gesucht BW         | Wohnhaus                        | Mittelstraße 16 LageFlur: 27, Flurstück: 67/1 + 54/5                      | | 1830 (um)           |       |
| Bild gesucht BW         | Tagelöhner- oder Handwerkerhaus | Mühlgasse 6 LageFlur: 28, Flurstück: 337                                  | abgerissen | 1670–1699 (ca.)     |       |
| weitere Bilder          | Stadtmauerreste                 | Mühlgasse o. Nr. LageFlur: 28, Flurstück: 304/1 + 305/1                   | Teil der alten Stadtmauer, ehemals für eine Umfriedung als Teil einer Gartenanlage genutzt (heute Parkplatz, wobei die Stadtmauerfragmente erhalten wurden) | 1870–1899 (ca.)     |       |
| weitere Bilder          | Verwaltungsgebäude              | Niederrheinische Straße 32 LageFlur: nn, Flurstück: nn                    | Sitz der ehem. Kreisverwaltung (bis 1932). Heute Amtsgericht. | 1900–1930 (ca.)     |       |
| weitere Bilder          | Wohnhaus                        | Niederrheinische Straße 29 LageFlur: 25, Flurstück: 54/2                  | | 1900                |       |
| Wohnhaus                | Wohnhaus                        | Raiffeisenstraße 6 LageFlur: 27, Flurstück: 386/143                       | | 1700–1799 (ca.)     |       |
| Doppelhaus              | Doppelhaus                      | Raiffeisenstraße 10/Mittelstraße 1 LageFlur: 27, Flurstück: 152/1 + 153/2 | | 1700–1799 (ca.)     |       |
| ehem. bäuerl. Anwesen   | ehem. bäuerl. Anwesen           | Schulstraße 1 LageFlur: 27, Flurstück: 38/1                               | | nn                  |       |
| ehem. Scheune           | ehem. Scheune                   | Schulstraße 3 LageFlur: 27, Flurstück: 255/34                             | | 1731–1769 (ca.)     |       |
| Renaissanceportal       | Renaissanceportal               | Schulstraße 10 LageFlur: 27, Flurstück: 18/4                              | Teil eines ehem. Burgmannenhofes | 1500–1599 (ca.)     |       |
| Wirtschaftsgebäude      | Wirtschaftsgebäude              | Schulstraße 14 LageFlur: 27, Flurstück: 25/1                              | | 1731–1769 (ca.)     |       |
| Annapark                | Annapark                        | Steinweg o. Nr. LageFlur: 29, Flurstück: 58-61                            | ehem. Friedhof, danach Parkanlage (seit 1914) | 1914                |       |
| Villa                   | Villa                           | Steinweg 4 LageFlur: 24, Flurstück: 186/28                                | | 1912                |       |
| weitere Bilder          | Hofanlage                       | Untergasse 2 LageFlur: 28, Flurstück: 275/3                               | | 1700–1730 (ca.)     |       |
| weitere Bilder          | Ackerbürgerhaus                 | Untergasse 8 LageFlur: 28, Flurstück: 218                                 | | 1670–1699 (ca.)     |       |
| weitere Bilder          | Ackerbürgerhaus                 | Untergasse 24 LageFlur: 28, Flurstück: 190                                | | 1670–1699 (ca.)     |       |
| weitere Bilder          | Wohnhaus                        | Untergasse 26 LageFlur: 28, Flurstück: 189                                | | 1700 (um)           |       |
| Bild gesucht BW         | Wirtschafts- und Lagergebäude   | Untergasse 26 LageFlur: 28, Flurstück: 189                                | | 1500–1530 (ca.)     |       |
| weitere Bilder          | Brücke über Mühlenwohra         | Unterm Berg o. Nr. LageFlur: 31, Flurstück: 240/1                         | Historische Sandsteinkonstruktion | 1800–1899 (ca.)     |       |
| Bild gesucht BW         | Ackerbürgerhaus                 | Unterm Groth 3 LageFlur: 28, Flurstück: 291                               | abgerissen | 1700–1730 (ca.)     |       |
| Fachwerkrähmbau         | Fachwerkrähmbau                 | Unterm Groth 9 LageFlur: 28, Flurstück: 284                               | | 1700–1730 (ca.)     |       |
| Ackerbürgerhaus         | Ackerbürgerhaus                 | Unterm Groth 11 LageFlur: 28, Flurstück: 211                              | | 1900 (um)           |       |
| Wohnhaus                | Wohnhaus                        | Unterm Groth 15 LageFlur: 28, Flurstück: 207/2                            | | 1800–1830 (ca.)     |       |
| Wohngebäude             | Wohngebäude                     | Unterm Groth 23 LageFlur: 28, Flurstück: 180                              | | 1700–1799 (ca.)     |       |
| Sandsteintafel          | Sandsteintafel                  | L3073 (Nähe Ohmbrücke) LageFlur: 22, Flurstück: 366                       | Wappenstein, der die Brüstung der 1665 erbauten dreibogigen Sandsteinbrücke über die Ohm geziert hat. Der Stein, in Kirchhain auch „Bürgermeisterstein“ genannt, trägt die Wappen des damaligen Bürgermeisters, des Baumeisters und der Schöffen. Das Denkmal wurde bei den Kämpfen um Kirchhain am 28. März 1945 oben links beschädigt. Nach dem Abriss der Brücke in den 1960er Jahren wurde der Stein auf eine Wiese ins Ohmtal versetzt. Auf Initiative örtlicher Vereine wurde der Stein 2015 an den aktuellen Standort versetzt. | 1665                |       |